# Crisis Core: Final Fantasy VII
Crisis Core: Final Fantasy VII (クライシス コア -ファイナルファンタジーVII-, Kuraishisu Koa -Fainaru Fantajī Sebun-) est un jeu vidéo de type action RPG, développé et édité par Square Enix, sorti le 13 septembre 2007 sur PSP au Japon, le 25 mars 2008 aux États-Unis et le 19 juin 2008 en Europe.
Ce jeu est une préquelle à Final Fantasy VII, et constitue le quatrième opus de la Compilation of Final Fantasy VII. Il s'agit du premier épisode de la série à être développé sur PSP. Cet épisode n'est pas le dernier de la compilation Final Fantasy VII. En effet, à la question : « Est-ce que Crisis Core marquera la fin de la compilation de la série Final Fantasy VII ? », Hajime Tabata a répondu : « Non, ce ne sera pas le cas. La fin de cette compilation prendra une autre forme ».
Un remaster nommé Crisis Core: Final Fantasy VII Reunion est sorti en décembre 2022 sur Microsoft Windows, PlayStation 4, PlayStation 5, Xbox One, Xbox Series et Nintendo Switch. Il inclut notamment des mouvements des personnages et de caméra améliorés, une interface optimisée, un nouveau système de menus pour les combats ou encore de nouveaux arrangements musicaux par Takeharu Ishimoto.

## Trame

### Contexte
Crisis Core se déroule 5 ans avant Final Fantasy VII et met en scène Zack, Aerith, Cloud, Tifa (qui aura un rôle extrêmement secondaire), Yuffie (avec un rôle encore plus secondaire que Tifa), Sephiroth, Angeal, Tseng et Cissnei (des Turks, membres de la Shinra) et Genesis notamment lors de l'incident du réacteur Mako de Nibelheim.
La suprématie de la Shinra ne fait aucun doute. Son unité d'élite, le SOLDAT (en anglais SOLDIER), ainsi que ses agents spéciaux, les Turks, travaillent ensemble pour enrayer les troubles, guerres visibles comme invisibles. Une période de crise s'amorce alors que des monstres issus des manipulations génétiques secrètes de la Shinra terrorisent la planète. Crisis Core: Final Fantasy VII raconte l'histoire d'un SOLDAT de deuxième classe originaire de Gongaga, Zack Fair, et de son mentor, Angeal. Les derniers mystères de la Shinra, par exemple l'énigmatique « Projet G », sont élucidés dans cette nouvelle aventure.

### Synopsis
Cinq ans avant les événements Final Fantasy VII, la Shinra est sur le point de remporter la guerre de Wutaï. Zack Fair, seconde classe du SOLDAT, est envoyé dans la capitale du continent par la Shinra avec son mentor Angeal, pour une mission visant à mettre un terme à la résistance du continent tout en enquêtant sur la récente disparition de Genesis Rhapsodos, un membre de Première classe du SOLDAT. Durant la mission, Angeal disparait, et d'étranges créatures ressemblant à Genesis apparaissent.
De retour à Midgar, Zack se voit attribuer la charge de rechercher Genesis, sans doute en compagnie d'Angeal, par Lazard, directeur du SOLDAT, et est envoyé avec Tseng, membre des Turks, enquêter à Banora, village d'origine d'Angeal et Genesis. Ils les retrouvent sur place, et découvrent que Genesis a subtilisé une technologie Shinra permettant de transférer ses capacités sur d'autres êtres humains ou même sur des monstres. Alors que la Shinra menace de bombarder la ville pour effacer toute trace de dérapage lors de l'enquête, Genesis annonce qu'il est, avec Angeal, un monstre et s'envole après avoir fait apparaitre une aile noire, unique, dans son dos. De retour à la tour Shinra, Zack est promu première classe par Lazard et obtient pour mission de rechercher de nouveau les deux déserteurs avec cette fois-ci l'aide de Sephiroth, héros du soldat, dont Angeal et Genesis sont les seuls amis. C'est alors que la tour Shinra est attaquée par Genesis. Zack, aidé de Sephiroth et des Turks Reno, Rude et Cissnei, parvient à repousser l'attaque. Là, Sephiroth appelle Zack pour enquêter au réacteur Mako no 5, où ils découvrent des monstres, cette fois-ci portant le visage d'Angeal. Sephiroth soupçonne alors Hollander, un ancien scientifique de la Shinra qui aurait dérobé la technologie utilisée par Genesis, et nouvellement par Angeal. Ils découvrent également un laboratoire secret où se trouvent des notes sur le Projet G, apparemment G pour projet Genesis, à l'origine de cette capacité à donner des cellules. Quand Hollander surgit, Genesis apparait et empêche les deux Première classe de le capturer. Genesis subit en effet une dégénérescence due au projet G et Hollander est le seul à pouvoir l'aider. Celui-ci s'enfuit alors tandis que Zack le poursuit et rencontre Angeal avant de voir qu'il a subi les mêmes modifications génétiques que Genesis. Angeal le fait ensuite tomber de la Plaque.
Zack se réveille dans l'Église des taudis du secteur 5, où il rencontre Aeris, une jeune femme qui rêve de remplir Midgar de fleurs, et qui est d'ailleurs la seule à réussir à en faire pousser à Midgar. Peu après, Zack reçoit un appel de Sephiroth lui ordonnant de revenir au siège de la Shinra. Mais sur la route, Zack affronte à nouveau des répliques de Genesis, en route vers la tour Shinra dans le but de l'assiéger de nouveau. Il rencontre en chemin Angeal, qui se bat alors aux côtés de Zack et Sephiroth afin d'arrêter Genesis. Les trois Première classe se séparent, Zack étant chargé de la protection du professeur Hojo. Après un dialogue où Hojo appelle Genesis « échec » et Angeal « perfection », ces derniers fuient.
Zack fait son rapport à Lazard, puis part en ville voir Aeris. Mais Tseng l'en empêche et l'emmène pour une nouvelle mission à Modeoheim. En route, Zack sympathise avec un des soldats, Cloud Strife, en parlant de leurs origines modestes. Arrivés à un ancien réacteur Mako, Zack s'y infiltre et trouve Genesis dont la dégénérescence est de plus en plus importante. Hollander, présent, rappelle à Genesis qu'il est le seul à pouvoir le sauver tandis que Genesis s'apprête à le tuer, persuadé que celui-ci ne peut rien pour lui. Zack arrête Genesis pendant que Cloud puis Tseng poursuivent Hollander à travers la vieille ville. Zack affronte Genesis, qui préfère se jeter dans les profondeurs du réacteur. Zack retrouve ses compagnons dans les anciens bains publics, blessés par Angeal. Zack découvre alors la véritable nature du projet G, pour Gillian, la mère d'Angeal : les deux SOLDAT sont capables d'implanter leurs cellules dans des êtres vivants et de leur donner leurs pouvoirs, mais Angeal est également capable d'assimiler les compétences des monstres à qui il a donné ses pouvoirs. Hollander affirme que ce dernier est parfait et se représente comme son père. Angeal approuve finalement la théorie selon laquelle il est parfait, en insistant sur le fait qu'il est un parfait monstre. N'ayant aucun doute dans les capacités du jeune Première classe, celui-ci l'affronte dans le but de pouvoir trouver la mort. Zack est contraint de tuer Angeal qui donne à son élève son Épée broyeuse dans un dernier souffle, symbole de son honneur et de ses rêves. Hollander est ensuite arrêté.
Après cet épisode, Zack est mis à l'écart, envoyé en vacances forcées à Costa del Sol. Il retrouve Cissnei, qui lui avoue être en mission pour le surveiller et lui révèle que les Turks sont au courant de sa relation avec Aeris, parce qu'ils la surveillent en tant que dernier Ancien vivant. C'est alors que des répliques de Genesis attaquent la ville, au grand étonnement de tous. Une théorie est émise selon laquelle il se trouverait dans la Rivière de la Vie et depuis là, contrôlerait tous les êtres possédants des cellules en commun avec lui. Junon est également attaquée, et Zack et les Turks y sont envoyés pour la protection de Hollander. Malgré tous ses efforts, Zack ne peut empêcher la fuite du scientifique qui est aidé par les répliques du Première classe supposé mort. Néanmoins, l'enquête de Sephiroth et des Turks a révélé que Lazard (qui a disparu depuis les événements de Modeoheim) finançait en secret les recherches de Hollander.
De retour à Midgar, Zack ne tarde pas à retrouver Aeris et découvre une réplique d'Angeal, sans doute la dernière, qui a aidé la jeune femme à détruire un robot Shinra attaquant le petit groupe. Puis, Tseng, auparavant caché, apparait à Zack et lui explique qu'il ne peut se lier autant d'amitié avec Aeris, lui membre du SOLDAT et elle dernière membre des Cetras sous surveillance de la Shinra. Zack en est conscient et lui demande de continuer à veiller sur elle. Une fois à la tour Shinra, Zack est envoyé en mission avec Sephiroth, Cloud et une autre unité de la milice à Nibelheim, où des créatures étranges ont été vues dans les environs du réacteur du mont Nibel. Sur place, ils obtiennent l'aide d'une jeune guide appelée Tifa. Grâce à elle, ils atteignent le réacteur dans lequel ils découvrent les expériences de Hojo sur des membres du SOLDAT, mais aussi un local fermé avec un nom au-dessus de la porte : Jénova, nom de la mère de Sephiroth, d'après les dires du professeur Gast. Sephiroth commence à se poser énormément de questions lorsque Zack compare ces sujets d’expérience à des monstres. C'est alors que Genesis surgit, et lui apporte quelques réponses : Sephiroth est le résultat du projet S, œuvre d'Hojo, tout comme Angeal et Génésis ont été créés pour le projet G par Hollender. C'est à ce moment qu'une alvéoles s'ouvre et laisse apparaitre le corps modifié du sujet. Sephiroth retourne à Nibelheim et s'enferme dans les caves du manoir Shinra, une vieille demeure appartenant à la société. Dans les caves se trouve un laboratoire secret, renfermant des centaines d'archives sur Jénova et le projet S. Sephiroth se met à lire chaque livre pendant que Zack l'attend. Une semaine après, Sephiroth a acquis la certitude d'être un être élu pour régner sur la planète avec sa « mère » Jénova. Il déclenche un incendie dans Nibelheim, et part pour le réacteur. Zack tente de l'arrêter, engage le combat, mais se fait maîtriser. Et c'est finalement Cloud, venu sauver Tifa, son amie d'enfance, qui parvient à envoyer Sephiroth dans les profondeurs du réacteur, emportant avec lui la tête de Jénova, non sans avoir été gravement blessé par l'arme du SOLDAT. Zack et Cloud perdent connaissance...
Trois ans plus tard, Zack se réveille dans le laboratoire souterrain du manoir Shinra. Il parvient à s'évader avec Cloud, lui aussi détenu. Hojo a fait des expériences sur eux, en les exposant à des doses de Mako importantes mais également des cellules de Jénova. Si Zack, déjà habitué à la Mako par son grade de SOLDAT, s'en remet, Cloud, lui, est dans un état léthargique. Zack doit donc porter Cloud sur tout le chemin. Une fois à Nibelheim, Zack constate que le village a été entièrement reconstruit, comme si rien ne s'était passé, mais ne comporte cependant plus les anciens habitants, remplacés par la milice de la Shinra. Zack décide de changer les habits de Cloud, ces précédents étant imprégnés de Mako. Alors habillé en SOLDAT, Cloud quitte sa ville natale, porté sur tout le chemin par Zack.
En se frayant un chemin vers Midgar entre les machines de la Shinra, Zack trouve Cissnei, chargée de le ramener au manoir, mais elle choisit de les couvrir en leur offrant un side-car. Zack reprend la route, jusqu'à se faire arrêter par Genesis et deux répliques. Avec les expériences de Hojo, l'ancien SOLDAT est persuadé que l'organisme de Zack renferme le moyen de contre-carrer sa dégénérescence : des cellules de Jénova. Une des répliques avale quelques cheveux de Zack ce qui n'a pour effet qu’accélérer la dégénérescence.
En continuant sa route, Zack et Cloud arrivent à Gongaga, le village natal du Soldat. Cissnei, arrivée avant eux, le retient de voir ses parents et lui laisse des informations sur une prochaine intervention des Turks dans le village, Angeal ayant été vu dans les environs. Zack voit d'ailleurs dans les collines une aile blanche, signe de la dégénérescence d'Angeal. Partant à sa poursuite, l'être prend la fuite devant l'arrivée de Genesis et Hollander, qui s'est lui-même injecté des cellules du projet G pour survivre, mais tout comme Genesis, il se dégénère. Genesis commence alors à exposer sa théorie sur la pièce Loveless, dans laquelle il voit une métaphore de son existence et du remède à sa maladie : la réponse se trouve dans la Rivière de la vie. Mais il a besoin de cellules du projet S, dont les dernières se trouveraient non pas dans Zack, mais dans Cloud. Zack court alors sauver le jeune homme, et parvient à tuer Hollander tandis que l'être à l'aile blanche s'occupe des répliques. Après le combat, Zack et lui ont à parler. Malgré son apparence, l'être n'est pas Angeal, mais Lazard, le directeur du SOLDAT en fuite, qui a bien aidé Hollander à fuir Junon pour qu'il poursuive ses recherches, car Lazard est devenu une réplique d'Angeal. Mais il faut d'abord stopper Genesis. Zack réalise alors — il le déduira par le fait qu'il a tout le temps une pommesotte dans sa main — que Genesis n'a qu'une seule destination possible : Banora.
Sur place, Zack explore une grande crevasse dans laquelle Genesis a installé son repaire. Bien que Genesis ait utilisé le « don de la déesse » (pour lui, la Rivière de la vie) Zack l'emporte. Genesis dans un dernier souffle voit la déesse mais il est repoussé et perd connaissance. Zack apprend en sortant que Cloud a été attaqué et qu'il a été sauvé par Lazard et un monstre ailé, celui-là même qui l'avait aidé lui et Aeris, qui devait donner une lettre à Zack. C'était une lettre d'Aeris qui stipulait que ce serait la dernière d'une longue série de 89 lettres. Zack décide de partir pour Midgar avec Cloud. À quelques kilomètres de leur destination, des soldats de la ShinRa tendent une embuscade à Zack. Il est mortellement blessé par de multiples balles, après avoir fait de très larges dégâts au sein des rangs ennemis. Cloud, qui commence à peine à se remettre de son intoxication, se traine difficilement à lui et accepte l'Épée broyeuse, offerte de la même manière qu'Angeal par Zack, lui confiant ainsi son honneur et ses rêves et demandant à Cloud de vivre pour eux deux et de devenir son héritage vivant. Enfin, lorsque Cloud repart pour Midgar, traînant péniblement l'épée, on aperçoit un homme ailé, qui vient prendre son ami Zack pour l'emmener dans la Rivière de la Vie.
Les dernières images du jeu montrent Cloud sur le toit d'un train, arrivant au sein de Midgar, déterminé à terminer le travail commencé par Zack, ce qui marque le début de Final Fantasy VII.

## Système de jeu
Le système de combat est basé sur de l'action en temps réel, toutefois une roue comparable à celles des machines à sous, l'OCN (Onde cérébrale numérique ou DMW pour Digital Mind Wave) tourne pendant les combats. Elle permet ainsi au personnage de bénéficier d'effets magiques liés à ses attaques, sa défense et sa magie. Le joueur peut également charger jusqu'à 6 matérias, reprenant ainsi le système de Final Fantasy VII.

Elle lui permet aussi, si les bonnes conditions sont réunies, d'utiliser des attaques spéciales sous le nom de Limit Breaks (ou Excès de puissance), terme qui était déjà présent dans Final Fantasy VII. Si le joueur obtient 3 chiffre 7 pendant l'OCN, il gagne un niveau. Si deux ou trois autres chiffres autre que 7 apparaissent lors d'une "Limit Breaks" la matéria dans le creux correspondant au numéro en double (ou triple) augment de niveau. Une "Limit Break" apparait quand l'OCN affiche sur les rouleaux gauche et droite l'image du même personnage. La "Limit Break" est activée si et seulement si la troisième image correspond aussi. Pendant le combat, le tirage des numéros a aussi un effet, si le chiffre 7 est tiré dans un ou plus des creux de l'OCN des effets tels que "Invincibilité", "Magie Gratuite"...
En plus de suivre le scénario original, le joueur pourra également accomplir des missions secondaires récompensées par des objets à partir du point de sauvegarde. Certaines invocations seront accessibles uniquement par le biais de missions spéciales, de ce fait généralement plus difficiles à effectuer que les autres (comme Bahamut Furie, récupérable qu'après avoir effectué toutes les missions mettant en scène Yuffie).
Le but général de ces missions est de trouver puis vaincre des ennemis, ou selon les missions vaincre un Boss. En anglais il s'agit d'une action de Search & Destroy. Les missions sont classées en plusieurs niveaux de difficulté, qui évoluent en fonction du niveau de Zack allant de Très Facile à Extrême.
Le jeu comporte également plusieurs mini-jeux sous forme d'épreuves liées au scénario, comme détruire des objets avec un rythme régulier, éliminer des ennemis robotiques à l'aide d'un fusil à lunette, ou encore vaincre un boss avant que celui-ci ne fasse tomber le joueur d'une plate-forme (lors du combat contre Sephiroth).

## Équipe de développement
- Réalisateur : Hajime Tabata
- Character designer : Tetsuya Nomura
- Scénariste : Kazushige Nojima
- Compositeur : Takeharu Ishimoto
- Producteur : Hideki Imaizumi
- Producteurs exécutifs : Yoshinori Kitase,  Shinji Hashimoto